# Укрелектроапарат
Укрелектроапарат (раніше Хмельницький завод трансформаторних підстанцій) — підприємство електротехнічної промисловості України. Один з провідних виробників регіонального електротехнічного машинобудування.
На підприємстві організований повний технологічний цикл з виробництва електротехнічної продукції – від металообробки, виготовлення металоконструкцій до готових до реалізації трансформаторів і комплектних трансформаторних підстанцій потужністю від 10 до 4000 кВ∙А, сухих трансформаторів, реакторів для електровозів і електропоїздів, спеціальних трансформаторів малої потужності, камер збірних і щитів одностороннього обслуговування, газорегуляторних пунктів та ін.
Завдяки міжнародній співпраці підприємство може виробляти обладнання з покращеними характеристиками за допомогою комплектації провідних компаній світу. 
Сучасна виробнича база, технології, високий технічний рівень організації виробництва дають можливість опановувати нові види продукції, вдосконалювати виробництво трансформаторів, розширюючи їх номенклатуру та сфери використання.
На підприємстві запроваджена система забезпечення якості ISO-9001: 2008.
За період свого існування, продукція заводу поставлялася в країни Європи, СНД, близького Сходу та Азії.
На сьогодні ТОВ «Укрелектроапарат» з успіхом продовжує освоювати нові ринки Європи, Близького Сходу та Африки.
85% коштів, інвестованих у діяльність підприємства – власні кошти, що свідчить про високий рівень фінансової стабільності підприємства, незалежність від зовнішніх економічних чинників, збільшення можливості інтенсивного розвитку виробництва, посилення соціального захисту працівників.